# IBM Selectric
Selectric — серия электромеханических пишущих машин американской компании «IBM».

## Устройство
В отличие от механических печатных машин, в IBM Selectric носителем литер являлся быстросменный шар, который при печати перед ударом поворачивался нужной стороной. В IBM Selectric отсутствовали сложные электрические цепи, вся электрическая схема машины состояла из одного постоянно включенного электродвигателя. Для управления шариком с литерами использовалась система тяг, позволявшая поворачивать шар в двух плоскостях. При нажатии на клавишу ⇧ Shift, шар дополнительно поворачивался на 180°.

## Варианты машин Selectric
Работа над машинкой «IBM Selectric» окончательно была завершена 23 июля 1961 года и она была выпущена в продажу 31 июля 1961 года. 1 августа 1961 года «New York Times» с восхищением писала о новой пишущей машине, которая имела шесть шрифтов и была настоящим чудом офисной техники.
Машина производилась до 1984 года и имела три модификации (Selectric I, Selectric II, Selectric III).
В 1966 году одновременно с «Selectric» корпорация IBM начала производство машины «Selectric Composer», которая умела печатать пропорциональными шрифтами. «Selectric Composer» — это на самом деле наборно-пишущая или наборно-печатная машина, имеющая функцию записи/сохранения набранного текста на магнитный носитель (на магнитные карточки).
На смену ей в 1984 году пришла машина «IBM Wheelwriter», в которой вместо шарика использовался лепестковый носитель шрифта (так называемая «ромашка»), управляемый электрической схемой.

## Пишущий шарик
Использование сменного шарика было революционным и с технической, и с прикладной стороны, поскольку позволяло создавать документы и тщательно оформлять тексты разными шрифтами на одной и той же пишущей машине.
Для машин «Selectric I» и «Selectric II» используются шарики с 88 знаками. Для машин «Selectric III» используются шарики с 96 знаками. Шарики страндарта 88 и стандарта 96 не совместимы. Количество знаков на шарике не всегда равно количеству клавиш на клавиатуре машины «Selectric».
Шрифтовой шарик для машин IBM имеет высоту 27 мм, диаметр 35 мм и весит 10,2 г.

## Патенты
К пишущим машинам Selectric относятся американские патенты US D192829 S от 21 апреля 1961 г. (опубликован 15 мая 1962 г.) и US2895584 A от 17 ноября 1955 г. (опубликован 21 июля 1959 г.).